# Wojciech Ziętara
Wojciech Kazimierz Ziętara (ur. 9 lutego 1940 w Mycielewie, zm. 19 sierpnia 2024) – polski ekonomista, profesor nauk ekonomicznych, pracownik naukowy Instytut Ekonomiki Rolnictwa i Gospodarki Żywnościowej PIB w Warszawie.

## Życiorys
W 1968 r. ukończył studia w Szkole Głównej Gospodarstwa Wiejskiego w Warszawie, w 1976 r. uzyskał doktorat za pracę pt.  Podejmowanie decyzji w przedsiębiorstwie rolniczym, której promotorem był prof. Florian Maniecki, w 1989 r. habilitował się na podstawie pracy zatytułowanej Plan roczny i koncepcja systemu kontroli jego realizacji w państwowym przedsiębiorstwie rolniczym. W 1996 r. uzyskał tytuł profesora nauk ekonomicznych.
Pracował na stanowisku kierownika w Katedrze Ekonomiki i Organizacji Przedsiębiorstw na Wydziale Ekonomicznym Szkoły Głównej Gospodarstwa Wiejskiego w Warszawie.
Był członkiem Komitetu Ekonomiki Rolnictwa PAN.